# Pioneers de Plattsburgh
Les Pioneers de Plattsburgh sont une équipe de hockey sur glace qui a disputé 17 matches dans la Ligue de hockey junior majeur du Québec en 1984 avant d'être dissoute.

## Histoire
En 1984, la LHJMQ permet à Denis Methot d'avoir une franchise dans la Ligue de hockey junior majeur du Québec. Ce dernier voit un potentiel marché pour la ville de Plattsburgh, ville de 35 000 habitants située à une heure de route de Montréal et investit 500 000 dollars. Il s'agit alors de la première franchise américaine admise dans la LHJMQ. Methot endosse lui-même les rôles de propriétaire, directeur général et entraîneur ; il décide de ne sélectionner dans son équipe que des joueurs américains.
Le premier match des Pioneers est joué à domicile, au Ronald Stafford Ice Arena en attendant la fin de rénovation du Crete Civic Center, devant 1 500 spectateurs et se termine sur une défait 7-6 en prolongation marquant ainsi un point pour leurs débuts. Ce point est cependant le seul que la franchise gagne puisqu'elle enchaîne ensuite des défaites entraînant la baisse de fréquentation à 500 spectateurs. Après un 17e match consécutif perdu le 28 octobre 1984, la ligue et Methot décident communément de cesser les activités de la franchise qui devient la seule à être dissoute en cours de saison. Elle termine avec un bilan de 56 buts marqués contre 185 encaissés, soit une moyenne de près de 11 buts par match. La ligue décide de ne pas afficher ce bilan dans les classements et aucun des matchs gagnés contre les Pioneers n'est pris en compte pour les autres équipes,,.
Sur les 22 joueurs de l'effectif des Pioneers, six n'ont jamais rejoué au hockey à ce niveau ou plus haut, 12 ont rejoint d'autres équipes junior et quatre sont devenus professionnels.

## Joueurs
Les vingt-deux joueurs suivants ont porté les couleurs des Pioneers, :
- Doug Bailey
- Mark Catron
- Dave Clark
- Ed Considine
- Frank Currie
- Taras Diakiwski
- Pierre Farley
- Louis Finocchiaro
- Robert Hewer
- Joel Kiers
- Mike Kuzmich
- Patrick McLaughlin
- Steve Nile
- John O’Donnell
- John Petitti
- Scott Rettew
- Larry Rusconi
- Jeff Salzbrunn
- Larry Suarez
- John Torchetti
- Dino Vulpitta
- Gerry Ward